# 古在機制
古在機制是在天體力學中導致軌道傾角和離心率的周期性變化，也就是出現近心點參數振盪 (常數值的振幅)的機制。 
日本天文學家古在由秀在1962年分析小行星的軌道時描述了這種效應。從此以後，古在共振被發現是型塑行星的不規則衛星軌道，海王星外天體、一些太陽系外行星和多星系統等的一個重要因素。

## 古在共振
對一個在限制性三体问题中以離心率 {\displaystyle e\,\!} 和傾角 {\displaystyle i\,\!}環繞中心二主天体的小天體軌道，下面的值是守恒的：
{\displaystyle {\sqrt {(1-e^{2})}}\cos i}
這就是說軌道離心率和傾角是可以互相轉換的，兩者之間的攝動會導致一種共振。因此，接近圓形、高度傾斜的軌道可以變得有很大的離心率以換取較小的傾角。由於離心率的增加并保持半长軸不变会造成近心點的距離持續不斷的減縮，這種機制可以導致彗星成為掠日的。
通常，對低傾角軌道的天體，這種攝動的結果會導致近心點參數的歲差。從某個角度的值開始，進動會被替換為在90°或270°的周圍振盪，並且近心點 (最接近的點)被強迫在這些值中的一個附近振盪。需要的最小傾角，稱為古在角，是：
{\displaystyle \arccos \left({\sqrt {\frac {3}{5}}}\right)\approx 39.2^{o}}
對逆行衛星的角度是140.8°.
物理學上，這種效應呈現在角動量的轉換；角動量的簡正成分是完全守恒的 (參見賈可比積分和泰瑟瑞參數)。

## 結論
古在機制造成近心點參數環繞在90°或270°的周圍振盪，即是說其近質心點發生在天體離赤道平面最遠處時。這種效應是冥王星的動態受到與海王星近距離接觸影響的原因之一。 
可能受到古在共振限制的天體軌道，例如： 
- 對一顆規則的衛星：如果一顆行星的衛星軌道高度的傾斜於行星的軌道，衛星軌道的離心率將會增加，直到衛星在最接近的位置上被潮汐力摧毀。
- 對不规则的衛星：離心率的增加會導致與規則衛星或行星中任何一個的碰撞，遠心點距離的增加會將衛星推離至希爾球之外。